# 北寧市 (越南)
北寧市（越南语：／）是越南北寧省省莅，是省文化、经济、行政中心。面积82.64平方千米，2017年总人口520,244人。

## 地理
北宁市西接安丰县，东接桂武市社，南接仙游县，北接北江省越安市社。

## 历史
1985年5月3日，仙山县武强社1社和桂武县大福社1社划归北宁市社管辖。
1996年11月6日，河北省重新分设为北江省和北宁省，北宁市社成为北宁省莅。
2002年4月8日，武宁社、京北社和大福社析置率花坊。
2003年8月25日，武宁社改制为武宁坊，京北社改制为京北坊，大福社改制为大福坊。
2005年5月11日，北宁市社被评定为三级城市。
2006年1月25日，北宁市社改制为北宁市。
2007年4月9日，安丰县和隆社、万安社、曲川社、封溪社，桂武县金真社、云阳社、南山社，仙游县克念社、合岭社划归北宁市管辖；武强社改制为武强坊。
2010年2月5日，云阳社改制为云阳坊，万安社改制为万安坊，合岭社改制为合岭坊。
2013年12月29日，克念社改制为克念坊，曲川社改制为曲川坊，封溪社改制为封溪坊。
2014年6月25日，北宁市被评定为二级城市。
2017年12月25日，北宁市被评定为一级城市。
2019年10月16日，和隆社改制为和隆坊，金真社改制为金真坊，南山社改制为南山坊。
2024年10月24日，越南国会常务委员会通过决议，自2024年12月1日起，前安坊、卫安坊和宁舍坊合并为前宁坊。

## 行政区划
北宁市下辖17坊，市人民委员会位于率花坊。
- 大福坊（Phường Đại Phúc）
- 塔梂坊（Phường Đáp Cầu）
- 合岭坊（Phường Hạp Lĩnh）
- 和隆坊（Phường Hòa Long）
- 克念坊（Phường Khắc Niệm）
- 曲川坊（Phường Khúc Xuyên）
- 金真坊（Phường Kim Chân）
- 京北坊（Phường Kinh Bắc）
- 南山坊（Phường Nam Sơn）
- 封溪坊（Phường Phong Khê）
- 率花坊（Phường Suối Hoa）
- 市梂坊（Phường Thị Cầu）
- 前宁坊（Phường Tiền Ninh）
- 万安坊（Phường Vạn An）
- 云阳坊（Phường Vân Dương）
- 武强坊（Phường Võ Cường）
- 武宁坊（Phường Vũ Ninh）

## 交通
- 越南鐵路
  - 河同線：北寧站

## 資料來源
1. ↑  .   [2020-03-30]. （原始内容存档于2020-03-23）.
2. ↑  .   [2020-03-30]. （原始内容存档于2017-08-30）.
3. ↑  .   [2020-02-25]. （原始内容存档于2020-02-25）.
4. ↑  .   [2020-02-25]. （原始内容存档于2020-02-25）.
5. ↑  .   [2020-02-25]. （原始内容存档于2020-02-25）.
6. ↑  .   [2020-02-25]. （原始内容存档于2020-02-03）.
7. ↑  .   [2020-02-25]. （原始内容存档于2020-04-01）.
8. ↑  .   [2020-02-25]. （原始内容存档于2020-02-25）.
9. ↑  .   [2020-02-25]. （原始内容存档于2020-02-25）.
10. ↑  .   [2020-02-25]. （原始内容存档于2020-02-25）.
11. ↑  .   [2020-02-25]. （原始内容存档于2020-04-01）.
12. ↑  .   [2019-12-18]. （原始内容存档于2019-12-18）.
13. ↑  .   [2024-11-27]. （原始内容存档于2024-12-06）.